# Филатовский
Филатовский — посёлок в Инжавинском районе Тамбовской области. Входит в состав сельского поселения Марьевский сельсовет.

## История
Согласно Закону Тамбовской области от 17 сентября 2004 года № 232-З посёлок вошёл в образованное муниципальное образование Марьевский сельсовет.

## Население
| 2002 | 2010 |
| ---- | ---- |
| 410  | ↘293 |

## Инфраструктура
Отделение почтовой связи Филатовский 393347. Фельдшерско-акушерский пункт.

## Транспорт
Остановка общественного транспорта «Филатовский».